# Patrick Tambay
Patrick Daniel Tambay ( Pariz, Francuska, 25. lipnja 1949. ) je bivši francuski vozač automobilističkih utrka.